# 福井県道215号久々子金山線
福井県道215号久々子金山線（ふくいけんどう215ごう くぐしかねやません）は福井県三方郡美浜町内の国道と県道を結ぶ一般県道である。

## 路線概要
福井県嶺南地方は東西に走る路線が長く、そこを南北に走る短い路線が繋ぐという形が多い。この県道はまさにその南北に走る路線であり、距離はそれほど長くなく、東西に走る路線同士の連絡線としての役割を担っている。国道27号と若狭梅街道、福井県道214号日向郷市線を結んでいるため、美浜町内の連絡線としてはかなり重要な部類に入る県道である。

### 路線データ
- 起点：福井県三方郡美浜町久々子
- 終点：同町金山（金山交差点）

## 道路状況
全線片側一車線の県道らしい県道である。上記した通り、美浜町内の重要な三路線を南北に繋いでいるため、観光客、地域住民共に利用の多い県道である。ほぼ一直線の道路で右左折は一切なく、非常に走りやすい道である。途中に踏切が一箇所あるがこれはJR小浜線の踏切であり、あまり電車は通らず交通の阻害になることはほとんどない。

## 接続路線
- 国道27号（終点）
- 国道162号（国道27号と重複）
- 福井県道214号日向郷市線（起点）
- 若狭広域農道

## 沿線
- 福井県園芸試験場